# Христофор (Книтис)
Митрополит Христофор (греч. Μητροπολίτης Χριστόφορος; в миру Хари́димос Кни́тис, греч. Χαρίδημος Κνίτης; 17 декабря 1872, Вати, Княжество Самос — 7 августа 1958, Самос, Северные Эгейские острова) — епископ Константинопольской православной церкви, титулярный митрополит Визийский (1928—1958).

## Биография
Родился в 1872 году в Вати, столице автономного Самосского княжества в семье Харидимоса и Фиорицы, урожденная Фока. Окончил в Пифагоровскую гимназию на Самосе, Афинский университет и Халкинскую богословскую школу. 19 июля 1898 года пострижен в монашество с именем Христофор.
Преподавал в Пифагоровской гимназии на Самосе. В 1905 году уехал на один год для изучения богословия и английского языка в Сент-Эндрюсский университет в Шотландии, а затем обучался в Оксфордском университете, который закончил в 1909 годы.
Защитил магистерскую диссертацию «Священнослужение и его отношение к браку в Святой Восточной Православной Церкви» (The sacred ministry and its relation to marriage in the Holy Eastern Orthodox Church), которая была опубликована на следующий год в «Journal of Theological Studies».
По возвращении в Константинополь работал архивариусом и редактором патриаршего журнала «Εκκλησιαστική Αλήθεια».
23 апреля 1910 года был хиротонисан в иеромонаха и возведён в достоинство архимандрита.
12 декабря того же года в соборе Святого Георгия на Фанаре хиротонисан во епископа Ставрупольского.
9 октября 1918 года назначен митрополитом Серрским.
Будучи митрополитом Серским, помогал размещать тысячи беженцев из Малой Азии.
9 февраля 1924 года была образована Австралийская и Новозеландская митрополия и митрополит Христофор был назначен его первым епископом.
Прибыл в Австралию 8 июля 1924 года. Его служение в Австралии было омрачено конфликтом с архимандритом Иринеем (Касиматисом), который писал острые статьи против него в местной греческой прессе.
Конфликт породил разделение в среде греческой диаспоры в Австралии, вследствие чего митрополит Христофор 4 февраля 1928 года был отозван в Грецию.
Митрополит Христофор был почислен на покой назначен титулярным митрополитом Визийским и остаток жизни провёл на острове Самос, где и скончался 7 августа 1958 года.